# Liste der Monuments historiques in Saint-Émilion
Die Liste der Monuments historiques in Saint-Émilion führt die Monuments historiques in der französischen Gemeinde Saint-Émilion auf.

## Liste der Bauwerke
| Bezeichnung                          | Beschreibung | Standort                                  | Kennzeichnung | Schutzstatus | Datum | Bild           |
| ------------------------------------ | ------------ | ----------------------------------------- | ------------- | ------------ | ----- | -------------- |
| Gebäude neben der Porte de la Cadène |              | (Lage)                                    | PA00083722    | Inscrit      | 1966  | weitere Bilder |
| Kapelle des Domkapitels              |              | (Lage)                                    | PA00083723    | Classé       | 1964  |                |
| Magdalenakapelle                     |              | (Lage)                                    | PA00083724    | Inscrit      | 1965  |                |
| Dreieinigkeitskapelle                |              | (Lage)                                    | PA00083732    | Classé       | 1889  | weitere Bilder |
| Château Ausone                       |              | (Lage)                                    |               | Inscrit      | 2015  |                |
| Schloss Canon                        |              | (Lage)                                    | PA33000194    | Inscrit      | 2015  |                |
| Schloss Coutet                       |              | (Lage)                                    | PA33000195    | Inscrit      | 2015  |                |
| Schloss Grand Mayne                  |              | (Lage)                                    | PA33000196    | Inscrit      | 2015  |                |
| Schloss Pindefleurs                  |              | (Lage)                                    | PA33000193    | Inscrit      | 2015  |                |
| Château du Roi                       |              | (Lage)                                    | PA00083726    | Classé       | 1886  | weitere Bilder |
| Schloss Soutard                      |              | (Lage)                                    | PA33000192    | Inscrit      | 2015  | weitere Bilder |
| Kreuzgang                            |              | (Lage)                                    | PA00083725    | Classé       | 2005  | weitere Bilder |
| Doyenné de Saint-Émilion             |              | (Lage)                                    | PA00083727    | Classé       | 1964  |                |
| Dominikanerkirche                    |              | (Lage)                                    | PA00083729    | Inscrit      | 1957  | weitere Bilder |
| Kirche                               |              | (Lage)                                    | PA00083731    | Classé       | 1886  | weitere Bilder |
| Stiftskirche St-Émilion              |              | (Lage)                                    | PA00083728    | Classé       | 1840  | weitere Bilder |
| Kirche St-Martin in Mazerat          |              | (Lage)                                    | PA00083730    | Classé       | 1920  | weitere Bilder |
| Logis de Malet                       |              | Rue des Écoles place Pierre Meyrat (Lage) | PA33000163    | Inscrit      | 2012  |                |
| Gotisches Haus                       |              | rue Guadet (Lage)                         | PA00083733    | Inscrit      | 1988  | weitere Bilder |
| Ehemaliger Palast der Erzbischöfe    |              | (Lage)                                    | PA00083734    | Classé       | 1886  | weitere Bilder |
| Porte de la Cadène                   |              | (Lage)                                    | PA00083735    | Classé       | 1920  | weitere Bilder |
| Stadtbefestigung                     |              | (Lage)                                    | PA00083736    | Classé       | 1886  | weitere Bilder |

## Liste der Objekte
- Monuments historiques (Objekte) in Saint-Émilion in der Base Palissy des französischen Kultusministeriums